# Ramón Osni Moreira Lage
Ramón Osni Moreira Lage alias Ramón (Brazilië, 24 mei 1988) is een Braziliaanse voetballer die doorgaans als middenvelder speelt. Hij staat onder contract bij CSKA Moskou. Hij speelde eerder voor Atlético Mineiro en Corinthians.
CSKA Moskou leende Ramón uit aan Krylja Sovetov Samara en daarna aan CR Flamengo.